# William Ferrers, 1. Baron Ferrers of Groby
William Ferrers, 1. Baron Ferrers of Groby (auch William Ferrers II oder William de Ferrers) (* 1. Januar 1272 in Yoxall, Staffordshire; † 20. März 1325) war ein englischer Adliger.
William Ferrers entstammte der anglonormannischen Adelsfamilie Ferrers. Er war der einzige Sohn seines gleichnamigen Vaters William Ferrers, eines jüngeren Sohnes von William de Ferrers, 5. Earl of Derby, und von dessen ersten Frau Anne. Als einziges bekanntes Kind seines Vaters wurde William nach dem Tod seines Vaters 1287 dessen Erbe. Da er noch minderjährig war, vergab König Eduard I. die Vormundschaft und die Verwaltung des Erbes gegen eine Gebühr von 100 Mark und eine jährliche Zahlung von £ 150 an Nicholas Seagrave dem Jüngeren. Im März 1293 erhielt Ferrers sein Erbe, das Güter bei Groby in Leicestershire sowie weitere Güter in Essex und Northamptonshire umfasste. Dazu hatte er über seine Großmutter Margaret de Quincy, der ältesten Tochter von Roger de Quincy Anspruch auf umfangreiche Ländereien in Schottland. Vor 1295 trat er in den Dienst des Königs und diente als dessen Beauftragter am Hof von Herzog Johann II. von Brabant. In den nächsten Jahren diente er regelmäßig in den Feldzügen des schottischen Unabhängigkeitskriegs. 1317 wurde er Constable von Somerton Castle in Lincolnshire. Am 29. Dezember 1299 war er erstmals durch Writ of Summons in das Parlament berufen worden, womit er als 1. Baron Ferrers of Groby gilt. Der schottische König Robert I. erklärte nach 1309 die schottischen Besitzungen von Ferrers für verwirkt und vergab sie an seine Gefolgsleute.

## Familie und Nachkommen
Ferrers heiratete Ellen, vermutliche eine Verwandte seines Vormunds Nicholas Seagrave. Mit ihr hatte er eine Tochter und vier Söhne, darunter:
- Henry Ferrers, 2. Baron Ferrers of Groby (um 1303–1343)
- Thomas de Ferrers
- Anne de Ferrers ⚭ Edward le Despenser († 1342)